# Adenocaulon
Adenocaulon (аденокаулон) — рід квіткових рослин з родини айстрових.

## Опис
| |
| Adenocaulon bicolor у виданні Britton, N.L., and A. Brown. 1913. Illustrated flora of the northern states and Canada. Vol. 3: 457. |

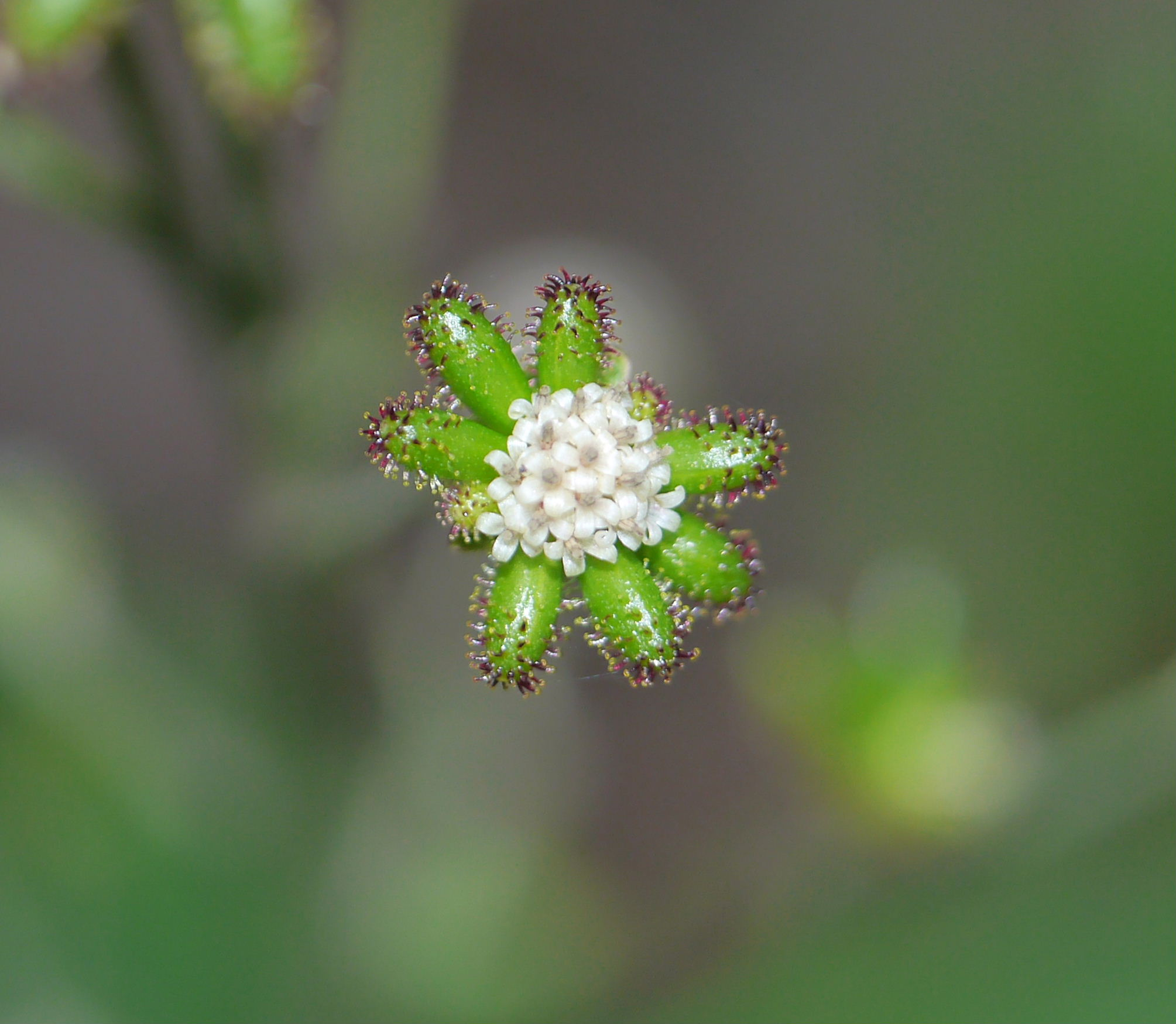
Квітка Adenocaulon himalaicum

Багаторічні трави з повзучими кореневищами, надземні стебла зазвичай проксимально опушені, дистально голчасті залозисті. Листки прості, чергові, прикореневі та стеблові, черешкові (проксимальні) або сидячі (дистальні); лопаті від яйцеподібних до трикутних або суббікулярних, абаксіально вилчасті, адаксіально голі, основи здебільшого зрізані до серцеподібних або гострих, краї грубозубчасті або лопатчасті до зубчастих або цільних. Суцвіття — пухкі волоті. Головка дископодібна; обгортка дзвонова; листочків 5-7, 1- або 2-рядні, майже рівні, від яйцеподібних до довгастих, трав'янисті, вершини тупі; квітколожа опуклі, гладкі, голі, гострі. Крайові квітки жіночі, віночки білі або жовтувато-білі, нерівномірно і глибоко п'ятилопатеві; дискові квітки функціонально чоловічі, віночки білі або жовто-білі, 5-лопатеві, актиноморфні, трубка віночка довша; базальні придатки пильовиків (відносно короткі) цілісні, вершинні придатки вузькотрикутні; стовпчик нерозділений, гілки стовпчика зовні сосочкоподібні. Насіння від булавоподібних до зворотнояйцеподібних, без дзьоба, нечітко ребристі, покриті товстими червоними приствольними залозками, залози найбільш щільні у верхній половині, сім'янки внутрішніх квіток зазвичай голі; карпоподій кільцеподібний; папус відсутній. 2n = 42, 46, 92.

## Поширення
Представники роду зустрічаються в Східній Азії, Центральній, Північній та Південній Америці; один вид в Китаї.

## Екологія
Adenocaulon добре пристосований для розселення тваринами. Яскраві залозисті волоски на ципселах дуже липкі й легко прилипають до тканин, хутра та пір'я. Міжконтинентальні роз'єднання в межах ареалу Adenocaulon, ймовірно, є результатом розповсюдження ципсел на пір'ї птахів.

## Види
За даними спільного енциклопедичний інтернет-проєкт із систематики сучасних рослин Королівських ботанічних садів у К'ю і Міссурійського ботанічного саду «The Plant List» рід містить 5 прийнятих видів:
- Adenocaulon bicolor Hook.
- Adenocaulon chilense Less.
- Adenocaulon himalaicum Edgew.
- Adenocaulon lyratum S.F.Blake
- Adenocaulon nepalense Bittmann